# ژلزنودوروژنایا کازارما ۵۳۸ کم
ژلزنودوروژنایا کازارما ۵۳۸ کم (به لاتین: Zheleznodorozhnaya Kazarma 538 km) یک منطقهٔ مسکونی در روسیه است که در سرزمین آلتای واقع شده‌است.